# Drop a Little
Drop a Little is een single van de Vlaamse zangeres Natalia en is afkomstig van haar derde album Everything & More. Drop a Little is de vierde single uitgebracht van dit album en werd, in tegenstelling tot de albumversie, in een nieuwe (zomer)mix gestoken. De single werd op 13 juli 2008 gelanceerd in België en is eveneens als download beschikbaar. Op de B-kant van Drop a Little staat het nummer Unexpected en ook dit nummer is afkomstig van haar derde album.

## Tracklist
1. "Drop a Little" - 03:04
2. "Unexpected" - 03:30

### Hitnotering
| "Drop a Little" in de Vlaamse Ultratop 50 - binnen: 12-07-2008 | "Drop a Little" in de Vlaamse Ultratop 50 - binnen: 12-07-2008 | "Drop a Little" in de Vlaamse Ultratop 50 - binnen: 12-07-2008 | "Drop a Little" in de Vlaamse Ultratop 50 - binnen: 12-07-2008 | "Drop a Little" in de Vlaamse Ultratop 50 - binnen: 12-07-2008 | "Drop a Little" in de Vlaamse Ultratop 50 - binnen: 12-07-2008 | "Drop a Little" in de Vlaamse Ultratop 50 - binnen: 12-07-2008 | "Drop a Little" in de Vlaamse Ultratop 50 - binnen: 12-07-2008 | "Drop a Little" in de Vlaamse Ultratop 50 - binnen: 12-07-2008 | "Drop a Little" in de Vlaamse Ultratop 50 - binnen: 12-07-2008 | "Drop a Little" in de Vlaamse Ultratop 50 - binnen: 12-07-2008 | "Drop a Little" in de Vlaamse Ultratop 50 - binnen: 12-07-2008 | "Drop a Little" in de Vlaamse Ultratop 50 - binnen: 12-07-2008 | "Drop a Little" in de Vlaamse Ultratop 50 - binnen: 12-07-2008 | "Drop a Little" in de Vlaamse Ultratop 50 - binnen: 12-07-2008 | "Drop a Little" in de Vlaamse Ultratop 50 - binnen: 12-07-2008 | "Drop a Little" in de Vlaamse Ultratop 50 - binnen: 12-07-2008 | "Drop a Little" in de Vlaamse Ultratop 50 - binnen: 12-07-2008 | "Drop a Little" in de Vlaamse Ultratop 50 - binnen: 12-07-2008 | "Drop a Little" in de Vlaamse Ultratop 50 - binnen: 12-07-2008 |
| Week                                                           | 01                                                             | 02                                                             | 03                                                             | 04                                                             | 05                                                             | 06                                                             | 07                                                             | 08                                                             | 09                                                             | 10                                                             | 11                                                             | 12                                                             | 13                                                             | 14                                                             | 15                                                             | 16                                                             | 17                                                             | 18                                                             |                                                                |
| -------------------------------------------------------------- | -------------------------------------------------------------- | -------------------------------------------------------------- | -------------------------------------------------------------- | -------------------------------------------------------------- | -------------------------------------------------------------- | -------------------------------------------------------------- | -------------------------------------------------------------- | -------------------------------------------------------------- | -------------------------------------------------------------- | -------------------------------------------------------------- | -------------------------------------------------------------- | -------------------------------------------------------------- | -------------------------------------------------------------- | -------------------------------------------------------------- | -------------------------------------------------------------- | -------------------------------------------------------------- | -------------------------------------------------------------- | -------------------------------------------------------------- | -------------------------------------------------------------- |
| Nummer                                                         | 31                                                             | 12                                                             | 10                                                             | 7                                                              | 8                                                              | 14                                                             | 13                                                             | 16                                                             | 17                                                             | 19                                                             | 22                                                             | 20                                                             | 25                                                             | 27                                                             | 31                                                             | 39                                                             | 38                                                             | 48                                                             | uit                                                            |